# Maxida Märak

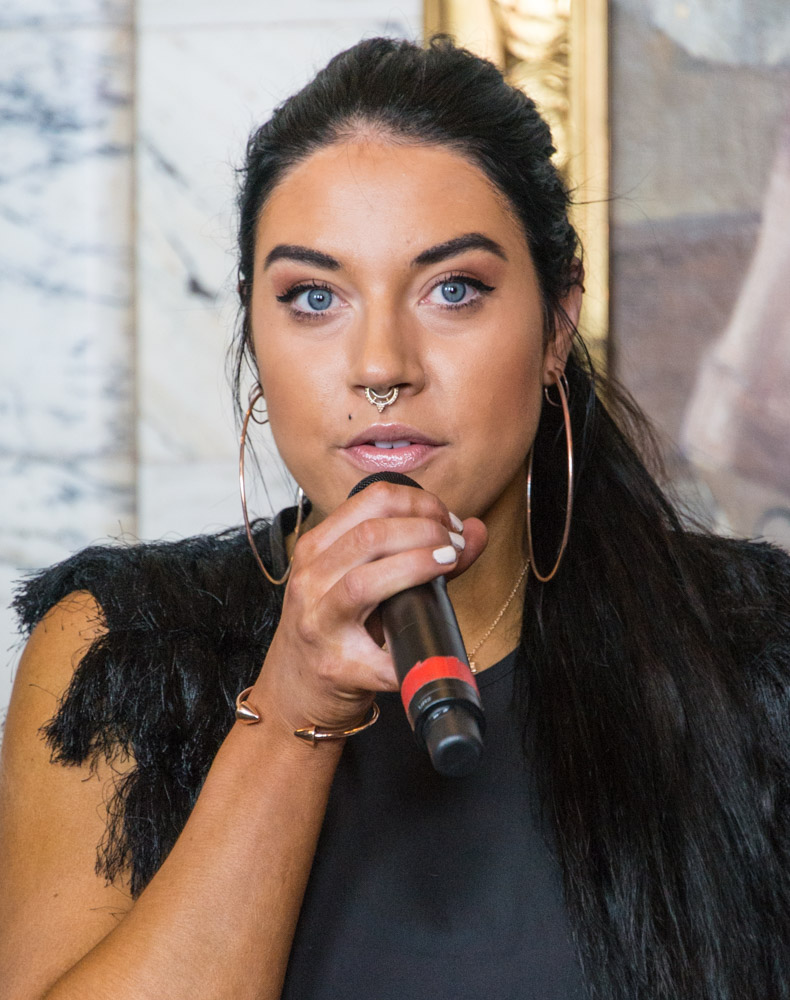
Maxida Märak, 2015

Ida Amanda Märak (* 19. September 1988 in Stockholm), bekannt als Maxida Märak, ist eine schwedisch-samische Sängerin, Rapperin, Joikerin und Schauspielerin. Sie ist zudem als Aktivistin aktiv. 

## Leben
Märak wuchs in der Gemeinde Jokkmokk und in Stockholm in einer samischen Familie auf. Sie ist die Enkeltochter des samischen Joikers und Pfarrers Johan Märak. Im Jahr 2014 sang sie mit der Downhill Bluegrass Band das Album Mountain Songs and Other Stories ein. In dem Werk wurde Country-Musik und Joik gemischt. Später ging Märak zu einer Mischung aus Joik und Hip-Hop über. Im Jahr 2014 nahm sie an der Sendung Sápmi sessions bei Sveriges Television (SVT) teil und sie war an der Produktion der Radioshow Dagbok från Gallok beteiligt. Zum Lied Love last forever der Band Mando Diao trug sie einen Joik-Teil bei. Das Lied fungierte als das offizielle Lied der im Frühjahr 2015 stattgefundenen Nordischen Skiweltmeisterschaften 2015. Im selben Jahr moderierte sie einen Teil der Radioshow Sommar beim Sender Sveriges Radio P1.
Als Schauspielerin wirkte sie am Film Glada hälsningar från Missångerträsk mit. Märak steuerte zudem den Soundtrack bei. Eine weitere Rolle übernahm sie in der 2016 veröffentlichten Serie Midnight Sun. Im Herbst 2019 veröffentlichte sie das Album Utopi. Im Jahr 2021 nahm Märak an der Fernsehshow Så mycket bättre teil. Dort sang sie unter anderem ein Cover des Liedes Eloise, das im Original von der Band Arvingarna gesungen worden ist. Mit dem Cover konnte sie sich in den schwedischen Musikcharts platzieren.
Märak ist zudem als Aktivistin, insbesondere im Bereich der samischen Rechte, engagiert. So sprach sie sich etwa gegen den Bergbau im Ort Gállok in der Gemeinde Jokkmokk, einem Zentrum samischer Kultur in Schweden, aus. Dabei gehörte sie zu den treibenden Aktivisten gegen die Pläne. Der Aktivismus von ihr und ihrer Schwester wurde in der für SVT produzierten Dokumentation Sapmi Sisters gezeigt. Auch im Bereich des Klimaaktivismus ist Märak tätig. Ihr Engagement begründete sie unter anderem damit, dass die Samen direkt vom Klimawandel betroffen seien.

## Filmografie
- 2015: Glada hälsningar från Missångerträsk
- 2016: Midnight Sun (Fernsehserie)

## Diskografie

### Alben
- 2014: Mountain Songs and Other Stories (mit Downhill Bluegrass Band)
- 2019: Utopi
- 2024: Anekdot

### EPs
- 2016: 1
- 2017: 5
- 2019: Ärr
- 2021: Så mycket bättre 2021 – Tolkningarna

### Singles
| Jahr | Titel Album | Höchstplatzierung, Gesamtwochen, AuszeichnungChartsChartplatzierungen (Jahr, Titel, Album, Platzierungen, Wochen, Auszeichnungen, Anmerkungen) | Anmerkungen                        |
| Jahr | Titel Album | SE | Anmerkungen                        |
| ---- | ----------- | --- | ---------------------------------- |
| 2021 | Eloise –    | SE60 (3 Wo.)SE | Cover, Beitrag zu Så mycket bättre |

Weitere Singles
- 2015: Mitt största fan
- 2015: Feel That Good
- 2016: Backa bak
- 2016: Rebell
- 2017: Andas
- 2017: Långsamt
- 2018: Baseball Bat
- 2018: Vill ni se en stjärna
- 2018: Järnrör
- 2019: Hatar
- 2019: Lova ingenting
- 2019: Letar lite ljus här
- 2021: Jåhkåmåhkke
- 2021: Salvador
- 2021: Nu brinner ängarna
- 2021: NikeSunnas joik